# Río Quizer
El río Quizer (o Quizel) es un corto y pequeño río amazónico boliviano, un afluente del río San Julián, que forma parte del curso alto del río Mamoré. El río discurre por el departamento de Santa Cruz. El río Quizer ahora está muy alterado por la construcción de una represa, que ha transformado parte de su anterior curso en una amplia laguna.

## Geografía
El río Quizer nace a una altura de 500 m y recorría en una dirección este-oeste una longitud de 80 km hasta su desembocadura en el río San Julián. 
Recibía varios afluentes como el río Uruguayito, arroyo San Antonio y las quebradas de Curiche y La Cruz, hasta el año 2002, cuando se construyó una represa privada de 9 metros de alto para detener el enorme caudal de agua en una laguna que luego se vendió ilegalmente a una empresa coreano-estadounidense dedicada a la explotación de oro aluvional en esta región. Esta acción perjudicó los 80 km de recorrido del río.